# Södra Storberget
Södra Storberget är ett naturreservat i Bodens kommun i Norrbottens län.
Området är naturskyddat sedan 2016 och är 0,8 kvadratkilometer stort. Reservatet omfattar de högre delarna av berget med detta namn. Reservatet består av tallnaturskog och lövrika granskogar.  